# Sancho Gutiérrez
Sancho Gutiérrez (1516-1580) fue un cosmógrafo y cartógrafo español del Renacimiento. Fue el autor de un mappamundi de 1551 basado en el padrón real de la Casa de la Contratación de Sevilla. Era el hijo de Diego Gutiérrez, también cosmógrafo.

## Biografía
Hijo de Diego Gutiérrez e Isabel Hernández, nació probablemente en Sevilla en 1516. Aprendió cosmografía junto a su padre hasta que en 1539 Sebastían Caboto y los cosmógrafos de la Casa de la Contratación aprobaron su habilidad a realizar mapas e instrumentos para la navegación. Sin embargo, no recibió ningún cargo oficial antes de 1553. En efecto, el 18 de mayo de 1553 fue nombrado cosmógrafo de la Casa de la Contratación. En 1566, participó en una junta de cosmógrafos en Madrid sobre la cuestión de la demarcación del Tratado de Zaragoza (1529) y de los derechos de Castilla sobre las islas Filipinas. En mayo de 1569 fue nombrado en la cátedra de cosmografía de la Casa de la Contratación.

## Obra
Sancho Gutiérrez es el autor, en 1551, de un mapamundi dirigido a Carlos Quinto y basado en el padrón real. Incluye muchos detalles de la flor y la fauna e incluso monstruos, siguiendo la tradición cartográfica medieval. Si bien tiene como modelo el planisferio de Sebastián Caboto de 1544, incluye elementos inéditos, resultado de las recientes expediciones de Pedro de Valdivia a Chile y López de Villalobos a las islas Molucas. El mapa está actualmente conservado en la ÖNB Kartensammlung und Globenmuseum de Viena.